# Bosc Comunal de Vernet
El Bosc Comunal de Vernet és un bosc del terme comunal de Vernet, a la comarca del Conflent, de la Catalunya del Nord.
És un bosc petit, d'a penes 0,14 km², situat a ponent del poble de Vernet, en el vessant de llevant de la carena que separa els termes comunals de Vernet i de Fullà.
El bosc està sotmès a una explotació gestionada per la comuna de Vernet, atès que es bosc és propietat comunal. Té el codi F16316N dins de l'ONF (Office national des forêts).